# Тонтон-макути
Тонтон-макутите са хаитянска милиция от доброволци на националната сигурност (Milice de Volontaires de la Sécurité Nationale), служили за опора за режима на Франсоа Дювалие (Папа Док).
Отличителни белези на тонтон-макутите били слънчевите очила и привързаността към култа вуду.

## Етимология
Названието „тонтон-макут“ се корени в хаитянската креолска митология. Така наричали митологичното чудовище, което ходело през нощта по улиците и прибирало в чувал децата, разхождащи се твърде късно, след което повече никой не виждал тези деца.
Аналогично хората, посмели да се изказват против Дювалие, изчезвали през нощта и повече никой никога не ги виждал. Всеки, осмелил се да оспори властта на Дювалие, можел да бъде внезапно похитен.